# Ромео, Майкл
Майкл Джеймс Ромео (англ. Michael James Romeo; родился 6 марта 1968 года в Нью-Йорке) — американский гитарист-виртуоз, наиболее известен как гитарист и основатель метал-группы Symphony X, исполняющей музыку в стиле прогрессивный метал. Участвовал в создании и записи всех альбомов Symphony X, начиная с 1994 года. Также в 1994 году Майкл Ромео записал инструментальный альбом под названием The Dark Chapter, в записи которого также принял участие клавишник Symphony X Майкл Пиннелла.
Майкл Ромео занял 91-е место среди 100 величайших гитаристов всех времён по версии журнала Guitar World. Стиль его игры основан на синтезе неоклассических пассажей в духе композиторов эпохи классики и барокко, симфонических аранжировок, нестандартных музыкальных размеров и тяжёлых риффов электрогитары в стиле Progressive Metal и Progressive/Power Metal.

## Ранние годы
Для Майкла Ромео знакомство с музыкой началось в 10-летнем возрасте с уроков фортепиано. Также он играл и на кларнете. Но спустя некоторое время юный Майкл увлёкся рок-музыкой, в частности, такими метал-группами и исполнителями, как Ozzy Osbourne, Led Zeppelin, AC/DC, Deep Purple, а затем и Yngwie Malmsteen, W.A.S.P., а также арт-роком в лице Emerson, Lake & Palmer, Frank Zappa и Rush и решил целиком посвятить себя электрогитаре. Не последнюю роль в этом сыграло и влияние классических композиторов, таких как Иоганн Себастьян Бах, Людвиг Ван Бетховен, Йозеф Гайдн, Антонио Вивальди, Игорь Стравинский.

## Оборудование, музыкальные инструменты
Начиная с 2005 года, Майкл отдаёт предпочтение именной модели Caparison Dellinger II — Michael Romeo Custom, которую он использовал при записи альбома Paradise Lost (2007) группы Symphony X. В более ранние годы Майкл также использовал гитары ESP M-II Deluxe со звукоснимателями EMG Active, а также электрогитары Fender Stratocaster.

## Дискография

### Соло
- The Dark Chapter (1994)
- War of the Worlds, Pt. 1 (2018)
- War of the Worlds, Pt. 2 (2022)

### Symphony X
- Symphony X (1994)
- The Damnation Game (1995)
- The Divine Wings of Tragedy (1997)
- Twilight in Olympus (1998)
- V: The New Mythology Suite (2000)
- Live on the Edge of Forever (2001, концертный альбом)
- The Odyssey (2002)
- Paradise Lost (2007)
- Iconoclast (2011)
- Underworld (2015)

### Mike LePond’s Silent Assassins
- Mike LePond’s Silent Assassins (2014)

### Kotipelto
- Waiting for the Dawn (2002)
- Coldness (2004)

### Johansson
- The Last Viking (1999)